# ブリスラヴ
ブリスラヴ（ブリスラフ、ブーリスラヴ、ブーリズラヴとも。Burislav, Burisleif, Burysław。1008年没）は、北欧のサガに見られるヴェンド人の神話的な王の名前で、『オーラヴ・トリュッグヴァソン王のサガ』によれば、彼はヴェンドランド一帯を支配していたと伝えられている。彼はグンヒルド、アーストリーズ（アストリーズとも。Astrid）そしてゲイラの父であった。おそらくポーランド統一者ミェシュコ1世、その息子で初代ポーランド国王ボレスワフ1世、そして西ポメラニア公ボギスワフ1世の3人を混同したものと考えられている。史実においては、グンヒルドはミェシュコ1世の娘、すなわちボレスワフ1世の妹である。
『オーラヴ・トリュッグヴァソン王のサガ』によれば、娘のグンヒルドはデンマークのスヴェン双叉髭王の、アーストリーズはヨムスヴァイキングの首領シグヴァルディの、ゲイラはノルウェーのオーラブ・トリグヴァソンの妻となった。またブリスラヴはスヴェン双叉髭王の姉妹であるチューリと結婚したが、チューリは彼の元を去り、ゲイラを亡くした後のオーラヴ王と再婚した。なお『クニートリンガ・サガ』によれば、スヴェンとグンヒルドの間に生まれたのがクヌーズである。
『ヨムスヴァイキングのサガ』によれば、ヨムスヴァイキングの居住地であるヨムスブルグは、ブリスラヴが自国をヴァイキングから守るため、デンマークのフュン島の首領であったトキの孫、パルナトキに造らせたものだという。シグヴァルディが王の娘と結婚したのはヨムスヴァイキングの力を強めるためであった。